# Kötüre
Kötüre (türkisch Kötüre Köyü) ist eine Ortschaft im Bezirk Afşin in der Provinz Kahramanmaraş in der Türkei.

## Geografie

### Lage
Kötüre liegt 11 Kilometer von Afşin und 110 Kilometer von der gleichnamigen Provinzhauptstadt Kahramanmaraş entfernt. Außerdem hat die Ortschaft einen direkten Anschluss an die Bundesstraße D-330 (Göksun-Afşin-Yolu).

### Klima
Das Klima in Kötüre wird von dem der Mittelmeerregion bestimmt, wobei strenge Winter keine Seltenheit sind. Die Landschaft von Kötüre befindet sich zwischen den umliegenden Ausläufen der Taurusgebirge, deren höchste Erhebung innerhalb der Binboğa Berge der Işık Dağı mit 2957 Metern ist.

## Geschichte

### Herkunft
Die Herkunft der Bevölkerung von Kötüre ist nicht eindeutig belegbar und wird hauptsächlich von mündlichen Überlieferungen bestimmt. Dem zufolge liegt die ursprüngliche Herkunft im Nordostiran/Südturkmenistan, in der Region vom heutigen Maschhad (Chorasan). Ende des 13. Jahrhunderts ließ man sich in Erzurum, im damaligen Herrschaftsgebiet der Qara Qoyunlu nieder. Um das Jahr 1467 wanderten die Vorfahren, nach dem Ende der Herrschaft der Qara Qoyunlu, bis nach Pertek in Dersim in Ostanatolien aus. Die dort bereits ansässige Bevölkerung gebrauchte den Begriff „Çoğraşlı“ (dt.:„die schwarz gekleideten“). Die Bezeichnung bezog sich auf die Kleidung der Einwanderer, die auf die mitgeführten schwarzen Herdentiere und die dadurch für die Kleidung genutzten schwarzen Wolle zurückging. Angesichts desselben Glaubens, des Alevitentums, duldeten die Bewohner in Pertek die von nun an als Çoğraşlı bekannten Fremden, trotz anfänglicher Feindseligkeiten. Dort verblieb man annähernd zwei Jahrhunderte lang, bevor man abermals auswanderte und in Akçadağ in Malatya einen geeigneten Ort für die Landwirtschaft fand. Der Stamm der Çoğraşlı wuchs während dieser Zeit stetig. Durch den Aufbau von ökonomischen, sozialen und kulturellen Strukturen erlangte man Ansehen in der Umgebung. Ende des 18. Jahrhunderts trennte sich allerdings infolge von Uneinigkeiten mit anderen Stämmen ein Teil des Stammes, was eine letztmalige Auswanderung nach sich zog.

### Entstehung
In der Nähe des Dorfes „Gözpınar“ in Afşin, wo die Gründer für kurze Zeit verweilten, entstand der Ort Kötüre. Der Name Kötüre beruht Forschungen zufolge auf „Katura“, ein antiker Frauenname in Südturkmenistan, der auch für Orte in dieser Region verwendet wurde. Das Gebiet um Kötüre unterstand zu dieser Zeit den Großgrundbesitzern (Agha) von Afşin. Anfangs noch für die Großgrundbesitzer arbeitend, erkaufte man sich Ackerland und die vorher aufgrund der dichten Bewaldung wenig genutzten, aber fruchtbaren Böden um den dort fließenden Bach. An diesem konnte man eine Wassermühle errichten, die man durch angeeignete Kenntnisse in Akçadağ zu nutzen wusste.

### Neuzeit
Im Zuge des Anwerbeabkommens zwischen der Bundesrepublik Deutschland und der Türkei verließen ab 1965 erste Einwohner Kötüre. War Deutschland zunächst das hauptsächliche Ziel, kamen andere europäische Länder mit der Zeit hinzu. Ende der achtziger Jahre verließen abermals Teile der Einwohner Kötüre, diesmal mit dem Ziel England. Die ausgewanderten Familien hielten trotz der Entfernungen zueinander den Kontakt aufrecht. Die Verbundenheit zum Heimatdorf wurde 2003, durch die Gründung einer Stiftung zur Modernisierung von Kötüre, wieder bestärkt. So wurde in Kötüre eine Kanalisation gebaut, was für Ortschaften dieser Größe sehr ungewöhnlich ist. Zudem wurde ein Cemevi, ein Versammlungs- und Gotteshaus zur Ausübung des alevitischen Glaubens, in Kötüre errichtet.

## Kultur
Kötüre ist überwiegend alevitisch-kurdisch geprägt. Die kurdische Sprache ging durch Anpassung und Handel mit umliegenden türkischsprachigen Ortschaften größtenteils verloren, wird aber noch von älteren Personen gesprochen.

## Wirtschaft
Die Wirtschaft von Kötüre beschränkt sich hauptsächlich auf den Anbau von Weizen und Kichererbsen, im geringen Maße auch auf die Viehzucht. Zudem werden Pappeln zur Holzproduktion angepflanzt.